# Willem Romeijn
Willem Romeijn, o Romeyn, o Romein (Haarlem, 1624 circa – Haarlem, dopo il 1693), è stato un pittore e disegnatore olandese del secolo d'oro olandese..

## Biografia
Fu, dapprima allievo di Karel Dujardin assieme a Johannes Lingelbach e, successivamente, nel 1642 divenne allievo di Nicolaes Berchem ad Haarlem.
Le sue prime opere datate sono a partire dal 1645.
Dal 1646 divenne membro della Gilda di San Luca a Haarlem, di cui fu decano nel 1659-1660 e nel 1677.
Nel 1650-1651 si trasferì a Roma, dove appartenne alla seconda generazione dei pittori Dutch Italianates. Di questo periodo romano restano due disegni, talvolta attribuiti ad altri autori.
Le sue opere consistono quasi esclusivamente di paesaggi italiani con animali al pascolo, in particolare bovini ed ovini, e sono stilisticamente molto influenzate dal lavoro di Nicolaes Berchem e, secondo Kugler, da quello di Karel Dujardin.
Possedeva particolare sensibilità per la natura e gusto per le composizioni pittoriche ed aveva buone capacità nel disegno.

## Opere
- Mucche, capre e pecore in un prato, olio su tela, 66 x 90 cm, collezione privata[3], firmato[5]
- Paesaggio italiano, olio su tela, 35 x 42 cm, collezione privata[3]
- Paesaggio italiano, olio su tela, 46 x 56 cm, collezione privata[3]
- Pastore che sorveglia un gregge di pecore e mucche, acquerello grigio su gesso nero con contorni ad inchiostro nero, 29,9 x 40,4 cm, firmato in basso al centro con inchiostro grigio W ROMEYN[6]
- Pastori con capre, pecore e mucche che si riposano sulla sponda di un fiume, olio su tela, 68 x 77,4 cm, firmato[7]
- Città italiana tra le montagne con in primo piano una mandria di buoi, inchiostro di china, 21 x 32 cm, firmato[8]
- Diverse costruzioni lungo un fiume, in primo piano dei pastori si riposano accanto al loro bestiame, inchiostro di china, 15,5 x 23 cm, firmato, 1666[8]
- Recinto con buoi e pecore, inchiostro di china, 30 x 41 cm, firmato[8]
- Gruppo di buoi e pecore, studio per il quadro presso lo Städelsches Kunstinstitut a Francoforte sul Meno, sanguigna, 16,5 x 29 cm[8]